# Lawson, New South Wales
Lawson är en ort i Australien. Den ligger i kommunen Blue Mountains Municipality och delstaten New South Wales, i den sydöstra delen av landet, omkring 74 kilometer väster om delstatshuvudstaden Sydney.
Närmaste större samhälle är Katoomba, omkring 11 kilometer väster om Lawson. 
I omgivningarna runt Lawson växer i huvudsak städsegrön lövskog. Runt Lawson är det ganska tätbefolkat, med 56 invånare per kvadratkilometer. Genomsnittlig årsnederbörd är 1 149 millimeter. Den regnigaste månaden är februari, med i genomsnitt 214 mm nederbörd, och den torraste är juli, med 26 mm nederbörd.